# Wapen van Zwartewaterland

Het wapen van de gemeente Zwartewaterland

Het wapen van Zwartewaterland is het gemeentelijke wapen van de Overijsselse gemeente Zwartewaterland. Het wapen werd met het Koninklijk Besluit op 21 september 2000 aan de gemeente verleend. De omschrijving luidt:
"In azuur een dwarsbalk, gedeeld in drieen; a en c doorsneden van drie stukken, zilver keel en zilver; de dwarsbalk vergezeld boven van een lelie en beneden van een omgewende zalm, beide van goud. Het schild gedekt met een gouden kroon van vijf bladeren."
Opmerking: in de heraldiek zijn links en rechts van achter het schild gezien. Voor de toeschouwer zijn deze dus verwisseld.

## Geschiedenis
Het wapen is samengesteld uit elementen van alle voorgaande gemeenten; Genemuiden, Zwartsluis en Hasselt. Schildhouder Sint Stefanus van Hasselt is weggelaten, het rode kruis van Sticht Utrecht werd overgenomen. Het schaakbord van Zwartsluis is volgens een legende afkomstig van twee officieren die zo verdiept waren in het schaakspel, dat daardoor de schans bij verrassing ingenomen kon worden. Op het wapen van Zwartewaterland staat het symbool voor het traditionele mattenvlechten in Genemuiden. De omgewende (naar links zwemmende) zalm van Genemuiden is een herinnering aan de visserij aldaar. Naast de zalm werd tevens de Fleur-de-lys overgenomen op het nieuwe wapen.

## Voorgaande wapens

Wapen van Genemuiden
Wapen van Zwartsluis
Wapen van Hasselt (Overijssel)